# Ravenna (Teksas)
Ravenna – miasto w Stanach Zjednoczonych, w stanie Teksas, w hrabstwie Fannin.